# Grugies
Grugies – miejscowość i gmina we Francji, w regionie Hauts-de-France, w departamencie Aisne.
Według danych na styczeń 2014 roku gminę zamieszkiwały 1173 osoby, a gęstość zaludnienia wynosiła 231,4 osób/km².